# Globba substrigosa
Globba substrigosa là một loài thực vật có hoa trong họ Gừng. Loài này được King ex Baker mô tả khoa học đầu tiên năm 1890.